# Pay per click
Pay per click (с англ. — «платить за клик») — это рекламная модель, применяемая в интернете, в которой рекламодатель размещает рекламу на сайтах и платит их владельцам за нажатие пользователем на размещённый баннер (текстовый или графический) либо «тело» документа (классический пример — рекламный код формата clickunder). Таким образом рекламодатель как бы покупает себе клиентов в интернете.
Системы контекстной рекламы, являющиеся посредниками между рекламодателями и владельцами веб-сайтов, называются PPC-системами.

## CPC
CPC (от англ. cost per click — цена за клик) — это сумма, которую рекламодатель платит поисковым системам и другим интернет-издателям за один клик по его рекламе, который принёс одного пользователя на его сайт.
Существуют две основные модели определения CPC (цены за клик): flat-rate PPC («плоская ставка» PPC) и bid-based PPC («конкурентная ставка» PPC). В обоих случаях рекламодатель должен учитывать потенциальную экономическую целесообразность клика, у которого есть определенная стоимость. Рекламодатель должен оценить, что он может получить от посещения рекламируемой интернет-страницы пользователем как в краткосрочной, так и в долгосрочной перспективе. Стоимость клика зависит от многих факторов, таких как поисковое слово/фраза, географическое местонахождение человека, выполняющего поиск, время суток, в которое производится поиск и т. д.

### Flat-Rate PPC
Модель функционирования PPC, в которой рекламодатель и рекламная интернет-система договариваются об определённой сумме за каждый клик.

### Bid-Based PPC
Эта модель позволяет рекламодателям помещать заявки на рекламоместо (обычно ключевые слова — keywords). Сайты, используя рекламную интернет-систему (рекламодателей), соревнуются друг с другом (своего рода аукцион). Основная цель: приобрести лучшее рекламоместо по самой низкой цене. Рекламодатели достигают этого, сообщая о максимальной сумме, которую они готовы заплатить за рекламоместо.
Несмотря на существенную роль ставки (bid), на рекламоместо также влияют и другие факторы, например, исторический показатель кликабельности рекламы (CTR — click through rate), соответствие текста рекламы содержанию посадочной страницы, а также общий SEO-рейтинг посадочной страницы. Так, например, в Google Ads, в совокупности все факторы создают Ad Rank (рейтинг объявления), который высчитывается по формуле Ad Rank = Quality Score * Bid. Таким образом, теоретически, заявщик с не самой высокой ставкой может получить более высокое место, при условии, что его реклама является более релевантной для пользователя.
Рекламодатели платят за каждый отдельный клик в зависимости от ставки, которая поиграла. Обычная практика среди организаторов аукционов — взимать с победителя торгов чуть более высокую цену (например, один пенни), чем у следующего участника, предложившего самую высокую цену, или фактической ставки, в зависимости от того, какая из этих сумм ниже. Это позволяет избежать ситуаций, когда участники торгов постоянно корректируют свои ставки на очень небольшие суммы, чтобы увидеть, смогут ли они выиграть аукцион, платя чуть меньше за клик.

## Стоимость клика
Факторы, влияющие на стоимость клика:
- уровень конкуренции (так как в отрасли есть предел стоимости получения клиента, то эту максимальную стоимость можно взять за константу. Например все конкуренты могут платить 200 руб. за клик. Остается влиять на стоимость клика только качеством объявления и страницы)
- показатель качества рекламного объявления (СТР, релевантность ключевого слова по отношению к объявлению, релевантность ключевого слова по отношению к посадочной странице)
- показатель качества посадочной страницы (релевантность посадочной страницы по отношению к ключевому слову, поведенческие факторы: среднее время на странице по перешедшему ключевому слову, уникальность контента, количество просмотренных страниц, повторные возвраты и т. д.)

## История
Первые сайты, предлагающие разместить рекламу с форматом оплаты на клик начали появляться в начале 90-х. Например, в 1996 году первая известная и документированная версия PPC была включена в веб-каталог Planet Oasis. Это было настольное приложение, в котором были ссылки на информационные и коммерческие веб-сайты. Приложение было разработано компанией Ark Interface II, подразделением Packard Bell NEC Computers. Однако первоначальная реакция коммерческих компаний на модель «платного показа» в Ark Interface II была воспринята скептически.
В феврале 1998 года Джеффри Брюер из Goto.com, стартап-компании из 25 человек (позже Overture, теперь часть Yahoo!), представил на конференции TED в Калифорнии подтверждение концепции поисковой системы с оплатой за клик. Эта презентация и последующие события создали рекламную систему PPC. Авторство концепции модели PPC обычно адресуют основателю Idealab и Goto.com Биллу Гроссу.
Компания Google начала размещать рекламу в поисковых системах в декабре 1999 года. Только в октябре 2000 года была введена система AdWords, позволяющая рекламодателям создавать текстовые объявления для размещения в поисковой системе Google. Тем не менее, PPC был введен только в 2002 году; до этого рекламные объявления взимались по цене за тысячу показов (CPM). Overture подала иск против Google о нарушении патентных прав, заявив, что конкурирующая поисковая онлайн-площадка незаконно использует данный формат рекламы.
Хотя GoTo.com начал PPC в 1998 году, Yahoo! не начал объединять рекламодателей GoTo.com (позже Overture) до ноября 2001 года. До этого основным источником рекламы Yahoo! были контекстные рекламные баннеры IAB (в основном разрешением 468x60). Когда контракт на синдикацию с Yahoo! был обновлен в июле 2003 года, Yahoo! объявил о намерении приобрести Overture за 1,63 млрд долларов. Сегодня такие компании, как adMarketplace, ValueClick и adknowledge, предлагают услуги PPC в качестве альтернативы AdWords и AdCenter.
PPC применялся тремя крупнейшими онлайн-провайдерами Google AdWords, Microsoft AdCenter и Yahoo!, которые работали по модели на основе ставок. Например, в 2014 году прибыль от рекламы формата PPC (AdWords) составил приблизительно 45 млрд долларов США из общей суммы в 66 млрд долларов США годового дохода Google.
В 2010 году Yahoo! и Microsoft объединили свои усилия против Google, и Microsoft Bing стала поисковой системой, которую Yahoo! использовала для предоставления своих результатов поиска. Поскольку они объединили свои усилия, их платформа PPC была переименована в AdCenter. Баннеры и текстовые объявления размещаемые в сетке своих сайтов, называется BingAds.

## Актуальность
Плата за клик, а также цена за показ и стоимость за заказ используются для оценки экономической эффективности и прибыльности рекламной кампании. Плата за клик (PPC) имеет преимущество перед ценой за показ в том, что она передает информацию об эффективности рекламы. Клики — это способ измерения внимания и интереса: если основной целью объявления является создание клика или, в частности, привлечение трафика к месту назначения, предпочтительным показателем является оплата за клик. По достижении определенного количества показов в Интернете качество и размещение рекламы будут влиять на рейтинг кликов и получаемую цену за клик. В связи с высокой конкуренцией компании, предоставляющие возможность размещения рекламы с оплатой за клик, дополняют функционал. Так например, в Яндекс.Директ появился новый показатель — средняя ставка. Это величина ставки за клик с учётом всех примененных пользовательских корректировок и оптимизации конверсий.
Рекламная модель PPC открыта для злоупотреблений путем мошенничества. Для того, чтобы использовать средства конкурентов, выделенные на рекламную кампанию не по назначению, их рекламу «скликивают». Тем самым рекламодатель не получает потенциальных клиентов на свой сайт. Чтобы решить такую проблему Google и другие разработчики внедрили автоматизированные системы для защиты от ложных кликов со стороны конкурентов или коррумпированных веб-разработчиков.

## Мошенничество на базе оплаты за клики
Во второй половине 2010-х годов стал активно развиваться новый тип мошенничества: Создавались и создаются сайты, где по сценарию необходимо обрабатывать заказы например такси, магазинов или какие-то другие, всё это происходит в 1-2 движения мышкой. При этом за каждый клик якобы выплачиваются до нескольких сотен рублей, но как только дело доходит до их вывода с жертвы обмана тут же требуют оплату разных услуг по переводу денег, при этом если жертва оплачивает первый платёж, то с неё требуют оплатить какие то ещё услуги, с каждым разом по нарастающей. При этом в большинстве своём на таких сайтах можно найти пользовательское соглашение, где они снимают с себя ответственность за то, что их жертва не получит никаких денег.